# Rui Mendes (Fußballspieler)
Rui Jorge Monteiro Mendes (* 10. November 1999 in Gondar) ist ein portugiesisch-deutscher Fußballspieler.

## Werdegang
Der Stürmer Rui Mendes wuchs in Portugal auf und zog im Alter von sieben Jahren mit seiner Familie ins Osnabrücker Land. Er begann seine Karriere bei der TSG Dissen. Über den SV Bad Rothenfelde und Viktoria Georgsmarienhütte wechselte Mendes im Alter von 15 Jahren in die Jugendabteilung von Arminia Bielefeld. Für die Arminia spielte er in der B- und A-Junioren-Bundesliga und entwickelte sich zum Leistungsträger. Auch wenn ihm lange Zeit ein Profivertrag in Aussicht gestellt wurde und er mehrfach mit den Profis mittrainieren durfte, erhielt er im Sommer 2018 die Nachricht, dass der Verein nicht mehr mit ihm plane.
Mendes wechselte daraufhin zur TSG 1899 Hoffenheim und spielte für deren zweite Mannschaft in der Regionalliga Südwest. Nach drei Jahren lief sein Vertrag aus und wurde nicht verlängert. Er absolvierte mehrere Probetrainings bei deutschen Zweit- und Drittligisten, erhielt aber nur Absagen. Schließlich kam Mendes beim niederländischen Zweitligisten FC Emmen unter. Mit Emmen wurde Mendes in der Saison 2021/22 Meister und schaffte den Aufstieg in die Eredivisie.
Im Januar 2024 wechselte Rui Mendes zum FC Groningen.

## Erfolge
- Meister der Eerste Divisie: 2022